# Хилцинген
Хилцинген (њем. Hilzingen) општина је у њемачкој савезној држави Баден-Виртемберг. Једно је од 25 општинских средишта округа Констанц. Према процјени из 2010. у општини је живјело 8.324 становника. Посједује регионалну шифру (AGS) 8335035.

## Географски и демографски подаци
Хилцинген се налази у савезној држави Баден-Виртемберг у округу Констанц. Општина се налази на надморској висини од 466 метара. Површина општине износи 53,0 km². У самом мјесту је, према процјени из 2010. године, живјело 8.324 становника. Просјечна густина становништва износи 157 становника/km².